# Princess Royal Island
Princess Royal Island (2.251 km²) er en ø som ligger langs nordkysten af Britisk Columbia i Canada, nærmere bestemt på østsiden af Hecatestrædet. Øen, som er den fjerdestørste i Britisk Columbia, blev af kaptajn Charles Duncan i 1788 opkaldt efter hans fragtskib.
Princess Royal Island er en del af Great Bear Rainforest, som i dag regnes som verdens største urørte tempererede regnskov. Øen har stor biologisk diversitet, og er blandt andet kendt for sine hvide sortbjørne, den såkaldte kermodebjørn eller spøgelsesbjørn.
52°55′32″N 128°50′32″V / 52.9256°N 128.8422°V